# Hargemarken
Hargemarken är ett naturreservat i Askersunds kommun i Örebro län.
Området är naturskyddat sedan 2010 och är 137 hektar stort. Reservatet ligger vid Vätterns nordöstra strand och består av hällmarkstallskogar, gran och lövskogar. Grottan Fläskkyrkan återfinns i reservatet.